# Parti national démocratique nigérian
Le Nigerian National Democratic Party (NNDP) est un parti politique du Nigeria.

## Création
Formé en 1923 par Herbert Macaulay pour tirer parti de la nouvelle Constitution Clifford, qui succédait au Conseil nigérian de 1914. Le NNDP a réussi à organiser divers groupes d'intérêt de Lagos en un seul groupe capable de rivaliser sur le plan politique. Le NNDP a présenté de nombreux candidats aux élections de 1922 pour le Conseil législatif de Lagos, remportant trois sièges. Le parti a remporté tous les sièges lors des élections de 1923, 1928 et 1933. Le parti a également lancé le Lagos daily news en 1925, qui était le premier journal quotidien d'Afrique occidentale britannique. Bien que la principale fonction du parti ait été de présenter des candidats au conseil législatif, il avait pour objectif plus large de promouvoir la démocratie au Nigeria et d'accroître la participation des nigérians au développement social, économique et éducatif du pays. Le parti a continué à dominer la politique à Lagos jusqu'en 1938, date à laquelle le Nigerian Youth Movement (NYM) l'a dépassé aux élections.
Le nom du parti a été adopté en 1964 par Samuel Akintola pour son parti dans le cadre d'un processus visant à déloger du pouvoir dans la région occidentale le groupe d'action de gauche dirigé par Obafemi Awolowo.
Augustus Akinloye, membre du parti, est ensuite devenu président du Parti national du Nigeria en 1978.